# Bolsa do Clima de Chicago
A Bolsa do Clima de Chicago (em inglês:  Chicago Climate Exchange, conhecida também por sua sigla CCX) é uma bolsa auto-regulável constituída sob as leis norte-americanas e com sede neste mesmo país, na cidade de Chicago.
A CCX foi a primeira do mundo a negociar reduções certificadas de emissões de gases do efeito estufa (GEE) no mercado voluntário, tendo iniciado suas atividades em outubro de 2003. A CCX é auditada e acompanhada pelos mesmos organismos e autoridades que realizam essas tarefas no mercado financeiro americano, incluindo a CBOT - Chicago Board of Trade e a New York Stock Exchange.
As empresas associadas à CCX comprometeram-se a diminuir em 4% as emissões de GEE, em relação aos níveis emitidos em 1998, até o ano de 2006. Diferentemente do Protocolo de Quioto, que prevê redução coercitiva (sob pena de multa) das emissões dos mesmos gases com base nas ocorridas no ano de 1990, a CCX prevê que as empresas que alcancarem a meta receberão créditos que podem ser negociados com outras empresas.